# Tommi Ahvala
Tommi Ahvala   (Hèlsinki, 13 de novembre de 1971) és un destacat pilot de trial finlandès, Campió del Món a l'aire lliure l'any 1992 i Campió del Món Indoor l'any 1993, totes dues vegades amb Aprilia.

## Trajectòria
Ahvala comença a practicar trial a l'edat de 6 anys. Als 10 anys participà en la seva primera competició. Als 15 començà a competir a l'estranger, i l'any 1988 participà en el Campionat del Món de Trial per primera vegada. No era adult, i quan competia a Finlàndia havia d'usar una moto de 125 cc, i de 250 cc a l'estranger. Li fou concedit un permís especial de conducció als 17 anys.
L'any 1989 Ahvala acabà sisè al Campionat del Món, l'any 1990 quart, i l'any 1991 segon darrere de Jordi Tarrés. Els anys 1989, 1990 i 1991 guanyà el Campionat de Finlàndia de trial, que després abandonà per dedicar-se al Mundial. També guanyà el campionat escandinau de trial els anys 1988 i 1995. En la temporada 1992, entre les files del Moto Club Canzo, guanyà el Campionat del Món de Trial i el següent any guanyà la primera edició del Campionat del Món Indoor. El 1992 va obtenir la ciutadania honorífica del país de Canzo, a Itàlia.
L'any 1995 fou el primer estranger que guanyà el Campionat d'Itàlia de trial.
L'any 1998, es traslladà a viure als Estats Units treballant amb l'empresa catalana Gas Gas realitzant exhibicions de trial i contribuint a la promoció del trial a tot el país. Realitzà espectacles en un escenari muntat a damunt d'un tràiler, amb grans salts i obstacles de fins a 4,5 metres d'alçada. Competí al campionat nord-americà de trial els anys 1998 i 1999, guanyant el campionat l'any 1999. Després es dedicà a formar nous pilots, millorant el nivell del trial als Estats Units i la seva presència als mitjans de comunicació.
Ahvala té un segell postal propi, emès a Finlàndia l'any 1995.

## Palmarès
| Any          | Motocicleta    | C. del Món outdoor | C. del Món indoor | Campionat escandinau | Campionat de Finlàndia | Altres          | Títols |
| ------------ | -------------- | ------------------ | ----------------- | -------------------- | ---------------------- | --------------- | ------ |
| 1988         | Fantic/Aprilia | 13è                | -                 | 1r                   |                        |                 | 1      |
| 1989         | Aprilia        | 6è                 | -                 |                      | 1r                     |                 | 1      |
| 1990         | Aprilia        | 4t                 | -                 |                      | 1r                     |                 | 1      |
| 1991         | Aprilia        | 2n                 | -                 |                      | 1r                     |                 | 1      |
| 1992         | Aprilia        | 1r                 | -                 |                      |                        |                 | 1      |
| 1993         | Aprilia        | 3r                 | 1r                |                      |                        |                 | 1      |
| 1994         | Aprilia/Fantic | 2n                 | 3r                |                      |                        |                 | -      |
| 1995         | Fantic         | 3r                 | 3r                | 1r                   |                        | Campió d'Itàlia | 2      |
| 1996         | Fantic         | 8è                 | 2n                |                      |                        |                 | -      |
| 1997         | Fantic/Montesa | 8è                 | 4t                |                      |                        |                 | -      |
| 1998         | Montesa        | -                  | 11è               |                      |                        |                 | -      |
| 1999         | Gas Gas        | -                  | -                 |                      |                        | Campió dels EUA | 1      |
| 2000         | Gas Gas        | -                  | -                 |                      | 1r Indoor              |                 | 1      |
| Total títols | Total títols   | 1                  | 1                 | 2                    | 4                      | 2               | 10     |
|              |                | 2 mundials         | 2 mundials        |                      | 6 estatals             | 6 estatals      |        |

1. ↑  Al total de títols s'hi compten tots els campionats estatals o internacionals guanyats

## Resultats al Mundial de trial
Font:
A 1 de gener de 1996
| Any  | Equip   | 1     | 2     | 3      | 4      | 5     | 6      | 7      | 8      | 9      | 10     | 11    | 12     | Punts | Posició |
| ---- | ------- | ----- | ----- | ------ | ------ | ----- | ------ | ------ | ------ | ------ | ------ | ----- | ------ | ----- | ------- |
| 1988 | Aprilia | ESP - | GBR - | IRL -  | LUX 13 | GER - | AUT 11 | FRA 13 | BEL 11 | ITA 14 | SWE 11 | FIN 4 | POL 13 | 39    | 13è     |
| 1989 | Aprilia | GBR 7 | IRL 9 | ITA 13 | USA 4  | CAN 7 | FRA 8  | SWI 6  | ESP 6  | AUT 4  | CZE 6  | GER 2 | LUX 7  | 118   | 6è      |
| 1990 | Aprilia | IRL 3 | GBR 3 | USA 3  | CAN 3  | BEL 4 | GER 4  | SWE 4  | FIN 6  | ESP 2  | ITA 5  | POL 3 | SWI 3  | 167   | 4t      |
| 1991 | Aprilia | LUX 5 | GBR 4 | IRL 2  | BEL 2  | FRA 7 | ESP 4  | POL 2  | AUT 4  | ITA 2  | FIN 1  | SWE 4 | CZE 1  | 180   | 2n      |
| 1992 | Aprilia | ESP 1 | BEL 2 | GBR 3  | IRL 2  | FRA 1 | AND 11 | CZE 2  | POL 2  | GER 2  | ITA 2  | CAN 1 | USA 2  | 199   | 1r      |
| 1993 | Aprilia | LUX 3 | BEL 2 | GER 7  | CZE 3  | POL 6 | ITA 6  | FRA 3  | AND 1  | ESP 7  | SWE 3  | FIN 4 | GBR 4  | 161   | 3r      |
| 1994 | Fantic  | IRL 2 | GBR 6 | BEL 1  | GER 13 | CZE 2 | FRA 4  | USA 3  | ESP 2  | ITA 5  | SWI 2  |       |        | 140   | 2n      |
| 1995 | Fantic  | LUX 1 | GBR 3 | IRL 4  | BEL 7  | POL 4 | ITA 6  | ESP 3  | FRA 3  | AND 9  | FIN 4  |       |        | 130   | 3r      |

## Reconeixements
- Millor esportista de Hèlsinki, any 1991 (escollit pels periodistes esportius de Hèlsinki)[5]
- Condecoracions de la Federació de Motociclisme de Finlàndia :
  - Bronze, 1986
  - Argent, 1986
  - Masterdriver, 1990
  - Masterdriver amb Grandmaster, 1991
- Membre honorífic del poble de Canzo, Itàlia, 1992